# Шанхайская фондовая биржа
Шанха́йская фо́ндовая би́ржа (кит. 上海证券交易所) — крупнейшая торговая площадка континентального Китая, одна из лидирующих азиатских бирж. Основана в 1990 году. Является некоммерческой организацией под управлением Комиссии по ценным бумагам КНР.
Биржа входит в Федерацию фондовых бирж Азии и Океании.
Акции, торговля которыми осуществляется на бирже, делятся на два типа: А и Б. А-акции торгуются за юани. Б-акции были созданы в середине 1990-х только для нерезидентов и номинированы в долларах США. Иностранцы могут торговать акции типа Б без ограничений, а акции типа А из иностранцев до октября 2014 могли покупать только крупные институциональные инвесторы, получившие лицензию «квалифицированного иностранного институционального инвестора», и только в рамках выделенных им квот. С октября 2014 правительство КНР разрешило иностранным инвесторам через брокеров Гонконгской фондовой биржи торговать акциями более чем 500 крупнейших компаний Шанхайской биржи.

## Фондовые индексы
Основной индекс — SSE Composite — отражает состояние всех компаний на бирже.
SSE 50 — индекс акций 50 «голубых фишек».